# Sparkassen Münsterland Giro 2024
La Sparkassen Münsterland Giro 2024 va ser la 18a edició del Sparkassen Münsterland Giro, una cursa ciclista d'un dia que es disputà el 3 d'octubre de 2024 sobre un recorregut de 205 quilòmetres. La cursa formava part del calendari de l'UCI ProSeries 2024 amb una categoria 1.Pro.
El vencedor fou el belga Jasper Philipsen (Alpecin-Deceuninck), que s'imposà en l'esprint en l'arribada a Münster. Jordi Meeus (Red Bull-Bora-Hansgrohe) i Milan Fretin (Cofidis), segon i tercer respectivament, completaren el podi.

## Equips
L'organització convidà a 23 equips a prendre part en aquesta cursa.
| WorldTeams (10)- Alpecin-Deceuninck - Arkéa-B&B Hotels - Cofidis - Intermarché-Wanty - Lidl-Trek - Red Bull-Bora-Hansgrohe - Soudal Quick-Step - Team dsm-firmenich PostNL - Team Jayco AlUla - Team Visma \| Lease a Bike ProTeams (9)- Israel-Premier Tech - Lotto Dstny - Q36.5 Pro Cycling Team - TDT-Unibet - Team Flanders-Baloise - Team Novo Nordisk - TotalEnergies - Tudor Pro Cycling Team - Uno-X Mobility Equips continentals (4)- P&S Metalltechnik Benotti - Rad-Net Oßwald - Rembe Pro Cycling Team Sauerland - Lotto-Kern Haus PSD Bank |
| |

## Classificació final
| \| Classificació general \| Classificació general \| Classificació general \| Classificació general \| Classificació general \| \| Corredor \| Corredor \| Equip \| Temps \| \| \| --------------------- \| --------------------- \| ------------------------- \| --------------------- \| --------------------- \| \| 1r \| Jasper Philipsen \| Alpecin-Deceuninck \| 4h 22' 50" \| \| \| 2n \| Jordi Meeus \| Red Bull-Bora-Hansgrohe \| + 0" \| \| \| 3r \| Milan Fretin \| Cofidis \| + 0" \| \| \| 4t \| Biniam Girmay \| Intermarché-Wanty \| + 0" \| \| \| 5è \| Max Walscheid \| Team Jayco AlUla \| + 0" \| \| \| 6è \| Danny van Poppel \| Red Bull-Bora-Hansgrohe \| + 0" \| \| \| 7è \| Pascal Ackermann \| Israel-Premier Tech \| + 0" \| \| \| 8è \| Nils Eekhoff \| Team dsm-firmenich PostNL \| + 0" \| \| \| 9è \| Luke Lamperti \| Soudal Quick-Step \| + 0" \| \| \| 10è \| Tom Van Asbroeck \| Israel-Premier Tech \| + 0" \| \| |                  |                           |            |
| |                  |                           |            |
| Font: ProCyclingStats |                  |                           |            |
| Classificació general |                  |                           |            |
| Corredor | Corredor         | Equip                     | Temps      |
| 1r | Jasper Philipsen | Alpecin-Deceuninck        | 4h 22' 50" |
| 2n | Jordi Meeus      | Red Bull-Bora-Hansgrohe   | + 0"       |
| 3r | Milan Fretin     | Cofidis                   | + 0"       |
| 4t | Biniam Girmay    | Intermarché-Wanty         | + 0"       |
| 5è | Max Walscheid    | Team Jayco AlUla          | + 0"       |
| 6è | Danny van Poppel | Red Bull-Bora-Hansgrohe   | + 0"       |
| 7è | Pascal Ackermann | Israel-Premier Tech       | + 0"       |
| 8è | Nils Eekhoff     | Team dsm-firmenich PostNL | + 0"       |
| 9è | Luke Lamperti    | Soudal Quick-Step         | + 0"       |
| 10è | Tom Van Asbroeck | Israel-Premier Tech       | + 0"       |